# Троицкий (Урюпинский район)
Троицкий — обезлюдевший хутор в Урюпинском районе Волгоградской области России, в составе Искринского сельского поселения.
Население — 0 (2010)

## История
Дата основания не установлена.
С 1928 года — в составе Урюпинского района Хопёрского округа (упразднён в 1930 году) Нижне-Волжского края (с 1934 года — Сталинградского края). Хутор относился к Богоявленскому сельсовету (центр — хутор Богоявленский).
В 1935 году хутор в составе Богоявленского сельсовета передан Добринскому району Сталинградского края (с 1936 года Сталинградской области, с 1954 по 1957 год район входил в состав Балашовской области). В период с 1954 по 1960 год Богояленский сельсовет был упразднён (точную дату установить не удалось), хутор Троицкий передан в состав Лощиновского сельсовета. В 1963 году в связи с упразднением Добринского района хутор Троицкий вновь включён в состав Урюпинского района.

## География
Хутор находится в степной местности на западе Урюпинского района, в пределах Калачской возвышенности, являющейся частью Восточно-Европейской равнины, при вершине балки Орлёнок (бассейн реки Подгорной). Рельеф местности холмисто-равнинный. Центр посёлка расположен на высоте около 215 метров над уровнем моря. Почвы — чернозёмы обыкновенные. Хутор окружён полями. Ближайший населённый пункт — хутор Украинский расположен в 6 км к востоку от хутора Троицкий.
По автомобильным дорогам расстояние до областного центра города Волгоград составляет 390 км, до районного центра города Урюпинск — 62 км, до административного центра сельского поселения хутора Лощиновский — 10 км.
Часовой пояс
Троицкий, как и вся Волгоградская область, находится в часовой зоне МСК (московское время). Смещение применяемого времени относительно UTC составляет +3:00.

## Население
Динамика численности населения по годам:
| 1989 | 2002 |
| ---- | ---- |
| ≈170 | 20   |

| 2010 |
| ---- |
| 0    |